# Joscio Hamberger

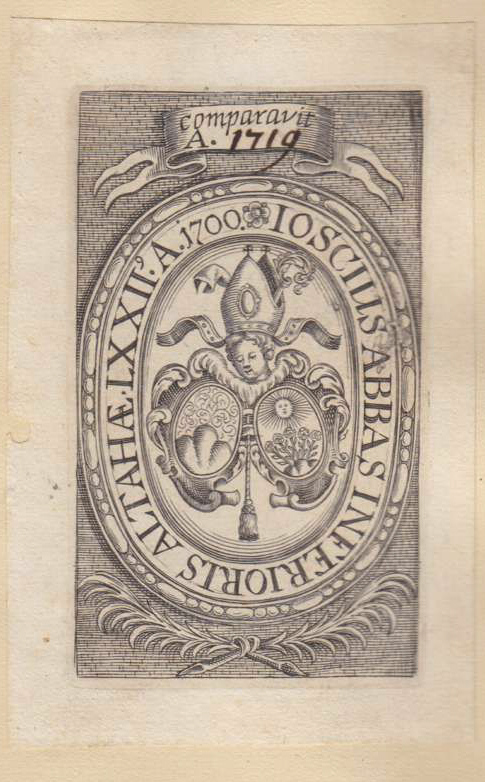
Exlibris des Joscio Hamberger

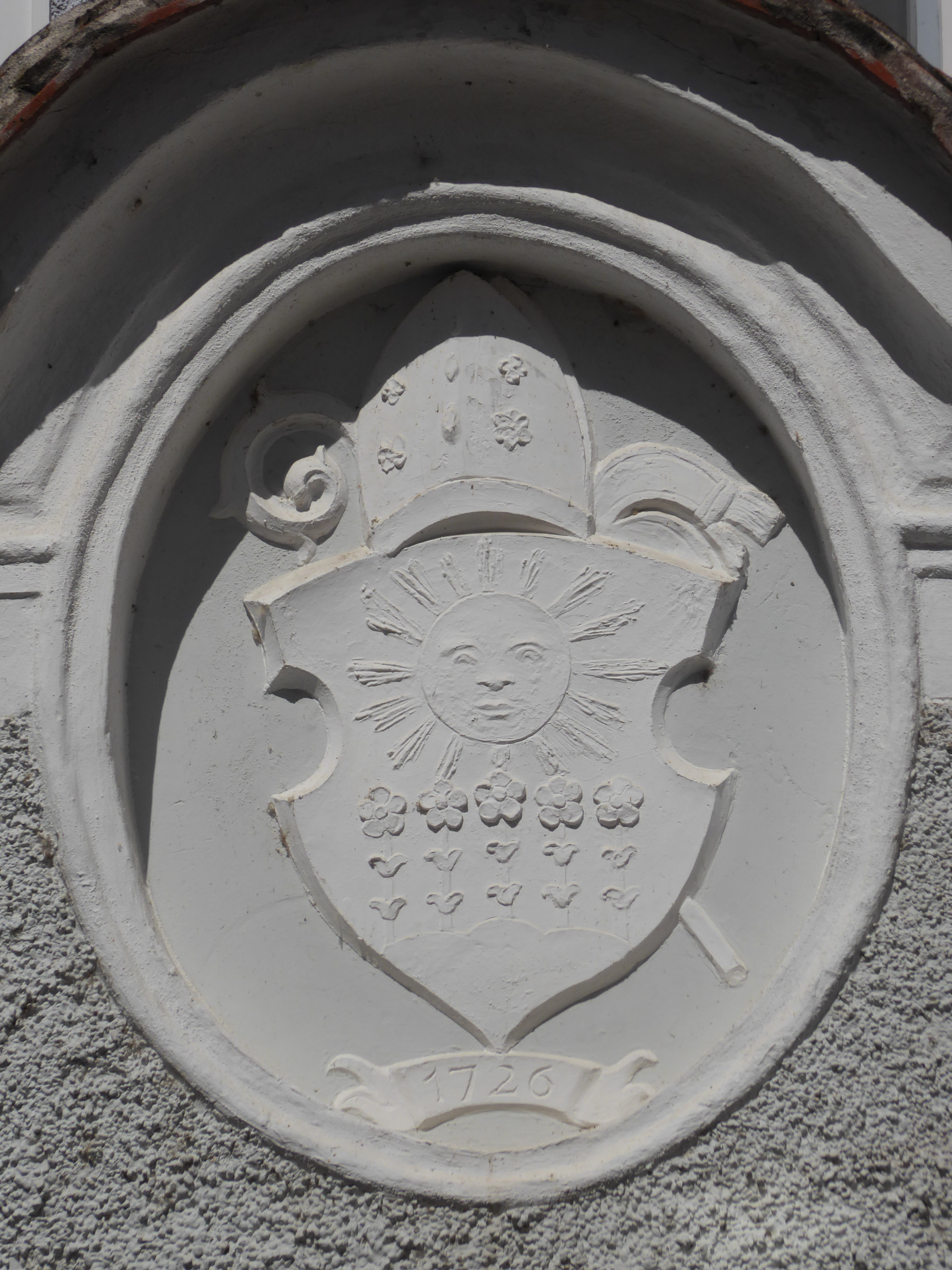
Wappen von Abt Joscio Hamberger am Pfarrhof von Aggsbach

Joscio Hamberger, mit Taufnamen Kaspar Benno Hamberger  (* 6. Januar 1667 in München; † 4. November 1739 in Niederaltaich), war ein Benediktiner und von 1700 bis 1739 Abt der Abtei Niederaltaich.
Geboren als Sohn eines kurfürstlichen Beamten hatte Joscio Hamberger nach Absolvierung des Jesuitengymnasiums München 1685 in Niederaltaich die Profess abgelegt und anschließend an der Benediktineruniversität Salzburg Theologie studiert, bevor er 1691 im Passauer Dom die Priesterweihe empfing. Im darauffolgenden Jahr erhielt er in Niederaltaich das Amt des Novizenmeisters und Bibliothekars. Nach Lehrtätigkeit an der Theologischen Hauslehranstalt von Kloster Niederaltaich wurde er 1700 zum Abt des Klosters gewählt, nachdem er bei der voraufgangenen Abtswahl im Jahre 1695 gegen den erfahreneren Karl Kögl unterlegen war.
Die Amtsübernahme Abt Joscios fiel mit dem Beginn des Spanischen Erbfolgekriegs zusammen, in dessen Verlauf das Kloster 50.000 Gulden an Kontribution zahlen musste. Trotz der Plünderungen und Verwüstungen, die der Krieg für die Klosterbesitzungen brachte, gelang es ihm durch geschickte Wirtschaftsführung, bei Kriegsende – bei gleichzeitiger Rückzahlung von Schulden in Höhe von 34.000 Gulden – ein Barvermögen von 20.000 Gulden zurückzulegen, das seinen späteren Bauprojekten zugutekam. Die systematische archivarische Erfassung aller Urkunden des Klosters ermöglichte ihm, die Einkünfte und Besitzrechte zu sichern und im Gerichtsfall erfolgreich zu verteidigen. Als 1705 ein Donaudurchbruch Kloster und Dorf Niederaltaich gefährdete, ließ er in zehnjähriger Tätigkeit für 30.000 Gulden Dammbauten ausführen. Hinzu kamen die Kosten für den Bau der Wasserversorgung des Klosters in Höhe von 5.000 Gulden.
Mit diesen Maßnahmen schuf Abt Joscio die wirtschaftlichen Grundlagen, um in seinem fast vierzigjährigen Abbatiat ein anspruchsvolles Bauprogramm durchzuführen, das auf eine vollständige bauliche Erneuerung der mittelalterlichen Klosteranlage zielte. Außer dem Neubau der Konventsbauten unternahm er ab 1718 den Umbau der gotischen Abteikirche, mit dem er zunächst Jakob Pawanger beauftragte. 1724 wurde Pawanger von Johann Michael Fischer abgelöst, der bis 1727 den Umbau des Chores vollendete. Die Weihe der Kirche vollzog 1727 der Bamberger Fürstbischof Joseph Dominikus von Lamberg. Der Nordturm wurde erst 1730 bis 1735 in Angleichung an den bereits vorhandenen Turm errichtet. Der barocke Umbau war im Wesentlichen zur Jahrtausendfeier des Klosters im Jahre 1731 abgeschlossen.
Neben der Abteikirche galt das bauliche Interesse Joscio Hambergers den übrigen Kirchenbauten der Klosterherrschaft. In Kloster Rinchnach ließ er die barocken Propsteigebäude errichten und 1727 die Kirche, wie in Niederaltaich durch den Baumeister Johann Michael Fischer, mit einem barocken Langschiff versehen. In gleicher Weise wurden auf seine Veranlassung 1727 die Gebäude der Niederaltaicher Propstei Sankt Oswald einschließlich der Kirche sowie der Erlahof in Spitz an der Donau neuerrichtet. Kirchenneubauten entstanden unter ihm in Lalling, Auerbach und Bischofsmais, sechzehn weitere, dem Kloster inkorporierte Kirchen wurden erweitert oder renoviert, desgleichen wurden die Pfarrhöfe von Aicha an der Donau, Aggsbach, Grafenau und Regen neuerbaut.
Das persönliche Wappen von Abt Joscio bezieht sich auf die Legende seines Namenspatrons, eines sonst wenig bekannten Mönchs des 12. Jahrhunderts der Abtei Saint-Bertin, aus dessen Haupt nach seinem Tod fünf Rosen entsprungen seien. Der Schildfuß zeigt den Dreiberg des Niederaltaicher Wappens, der obere Teil eine strahlende Sonne. Zusammen mit dem Abteiwappen, dem blühenden Dreiberg, findet sich das Wappen sichtbar am Chorbogen der Klosterkirche verwendet.